# Solierella
Solierella Spinola, 1851 — род песочных ос из подсемейства Crabroninae (триба Miscophini). Более 110 видов.

## Распространение
Голарктика. В Европе около 10 видов. Для СССР указывалось около 10 видов.
В Палеарктике 34 вида, в России 5 видов.

## Описание
Мелкие осы (3-5 мм). Переднее крыло с 3 радиомедиальными ячейками. Гнездятся в земле, в ходах жуков вдревесине. Ловят личинок клопов и саранчовых.

## Систематика
Более 110 видов (триба Miscophini).
- Solierella canariensis E. Saunders, 1904
- Solierella compedita (Piccioli, 1969)
- Solierella dispar Pulawski, 1964
- Solierella farsica  Schmid-Egger, 2021[5]
- Solierella insidiosa Beaumont, 1964[9]
- Solierella kermania Schmid-Egger, 2021
- Solierella khafriensis Schmid-Egger, 2021
- Solierella pectinata Pulawski, 1964
- Solierella persica Schmid-Egger, 2021[5]
- Solierella pisonoides (S. Saunders, 1873)
- Solierella seabrai de Andrade, 1950
- Solierella syriaca  de Beaumont, 1964
- Solierella verhoeffi Beaumont, 1964[9]
- Другие виды